# Діевогала (Расейняйський район)
Діевогала (Dievogala) — село у Литві, Расейняйський район, Пагоюкайське староство, знаходиться за 9 км від села Ґрінкішкіс. 2001 року в Діевогалі проживало 206, 2011-го — 144. В селі діє початкова школа.
Поруч розташоване село Восілішкіс, хутір Меілішкяй.

## Принагідно
- Dievogala (Raseiniai) [Архівовано 15 листопада 2016 у Wayback Machine.]

| Литва | Це незавершена стаття з географії Литви. Ви можете допомогти проєкту, виправивши або дописавши її. |